# Медресе Саид аталык
Медресе Саид Аталык (узб. Said otaliq madrasasi) — двухэтажное здание медресе, расположенное в центре города Денау, Денауского района, Сурхандарьинской области, Республики Узбекистан.
В XIX веке, во времена правления эмира Хайдара, представителя узбекской династии мангытов было построено главным архитектором Ахмадом Маматом Бухари под патронажем своего тестя Саида Аталыка.
Предполагается, что медресе было построено в XVI веке во времена правления Шейбанидов в честь лидера исламской религии — Хазрата Ходжи Алауддина Аттара. Оно построено в стиле строительства крупных медресе Бухары (Кукельдаш и других медресе). Этот тип медресе является единственным в Сурхандарьинской области. Оно расположено на улице Независимости в городе Денау.

## История

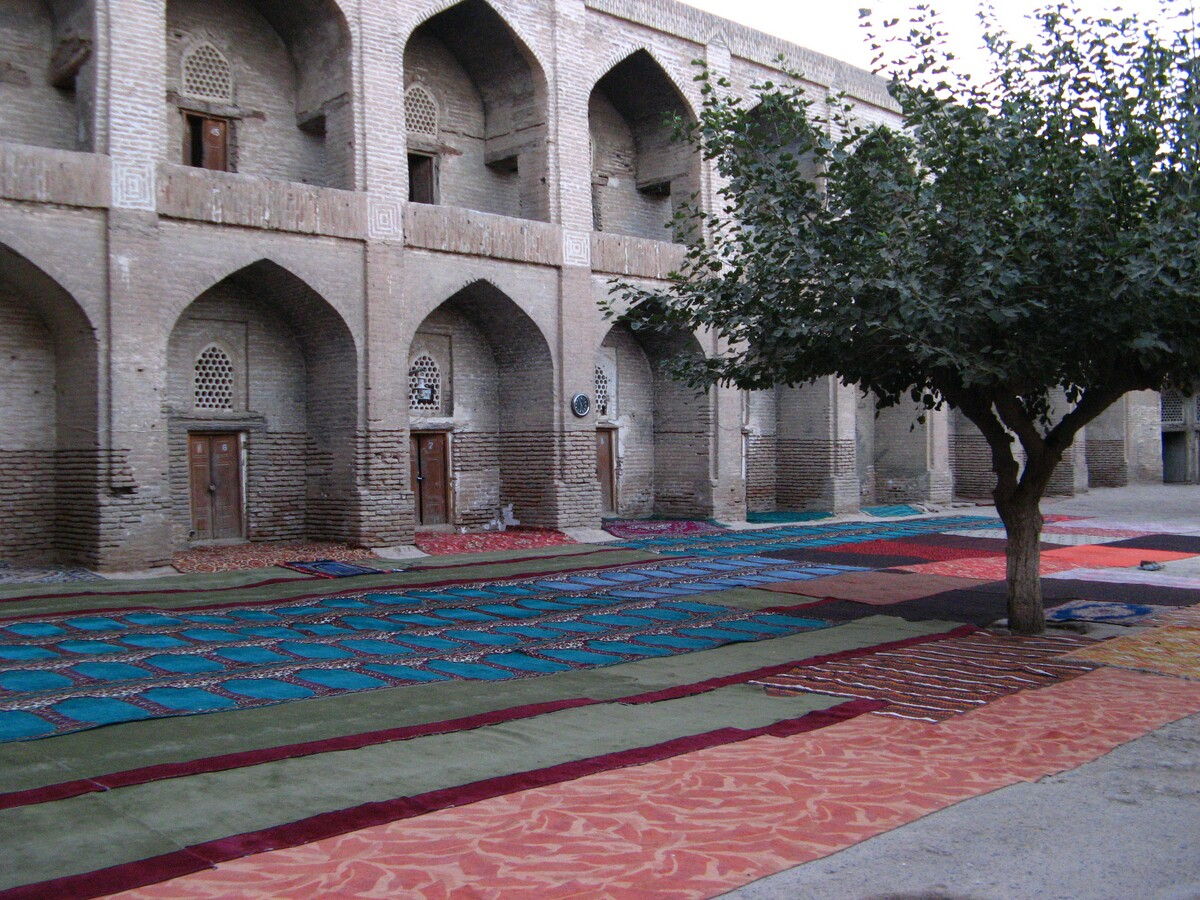
Внутренний двор

По данным «Тухфат аз-Зайрин», Хазрат Ходжа Алауддин Аттар был семнадцатым в золотой цепи преемственности шейхов тариката и был преемником мюрида и зятем Бахауддина Накшбанда. Он считался одним из двух халифов этого человека. Хазрат Ходжа Алауддин Аттар приехал в область Чаганиан со своей семьей в 1389—1396 годах и умер в Денау 18 марта 1400 года нашей эры. Похоронен в местечке под названием Сармозор Ота. Это место теперь называется «Шайх Аттор Валий» или «Остона бува». На кладбище похоронены более поздние потомки Ходжи Алауддина Аттара, в том числе его сын Шейх Хасан Аттори и внук Ходжа Юсуф Аттар.
Исследователи отмечают, что патриархальное медресе Саид Аталык было основано потомками Хазрата Ходжа Алауддин Аттара. По данным исторической книги «Фатхномай Султани» («Завоевательное имя султана»), его построил Саид Аталык, тесть Хайдара, правителя Бухарского эмирата, в начале XIX века. Несколько лет он занимал пост мэра города Денау.
До бухарской революции в медресе обучалось около 400 студентов, преподавали им 33 преподавателя. Медресе было закрыто в советское время. В 1956—1960 и 1972—1973 годах его изучали ученые Узбекской ССР.
В 1991 году по инициативе сына Хаджи Лукмонхана Хайдархана в медресе начато 4-летнее обучение студентов. Сегодня деятельность медресе как среднего специального исламского учебного заведения приостановлена. По сообщениям, в 2018—2019 годах здание медресе находилось в плохом состоянии и находилось на грани обрушения. Медресе включено в утвержденный в 2019 году национальный список «Объектов материального культурного наследия Узбекистана республиканского значения», здесь планируется построить ремесленный центр. В 2020 году были разработаны мероприятия по сохранению здания и улучшению его инфраструктуры, срок их реализации — март-апрель 2021 года.

## Архитектура
Архитектурный стиль медресе создан в соответствии с традициями своего времени. Двор здания состоит из больших и малых помещений, построенных на двух этажах, за главным входом (Пештак) в медресе находится мионсарай, а по обе стороны от него — мечеть и учебный класс. Углы медресе были украшены колоннами. Двор медресе имеет размер 40х29,5 метров. Глубина фундамента медресе — 5,5 метров. Крыша сводчатая. Окна медресе (панджара) украшены решетками из ганчи.